# PRW-9

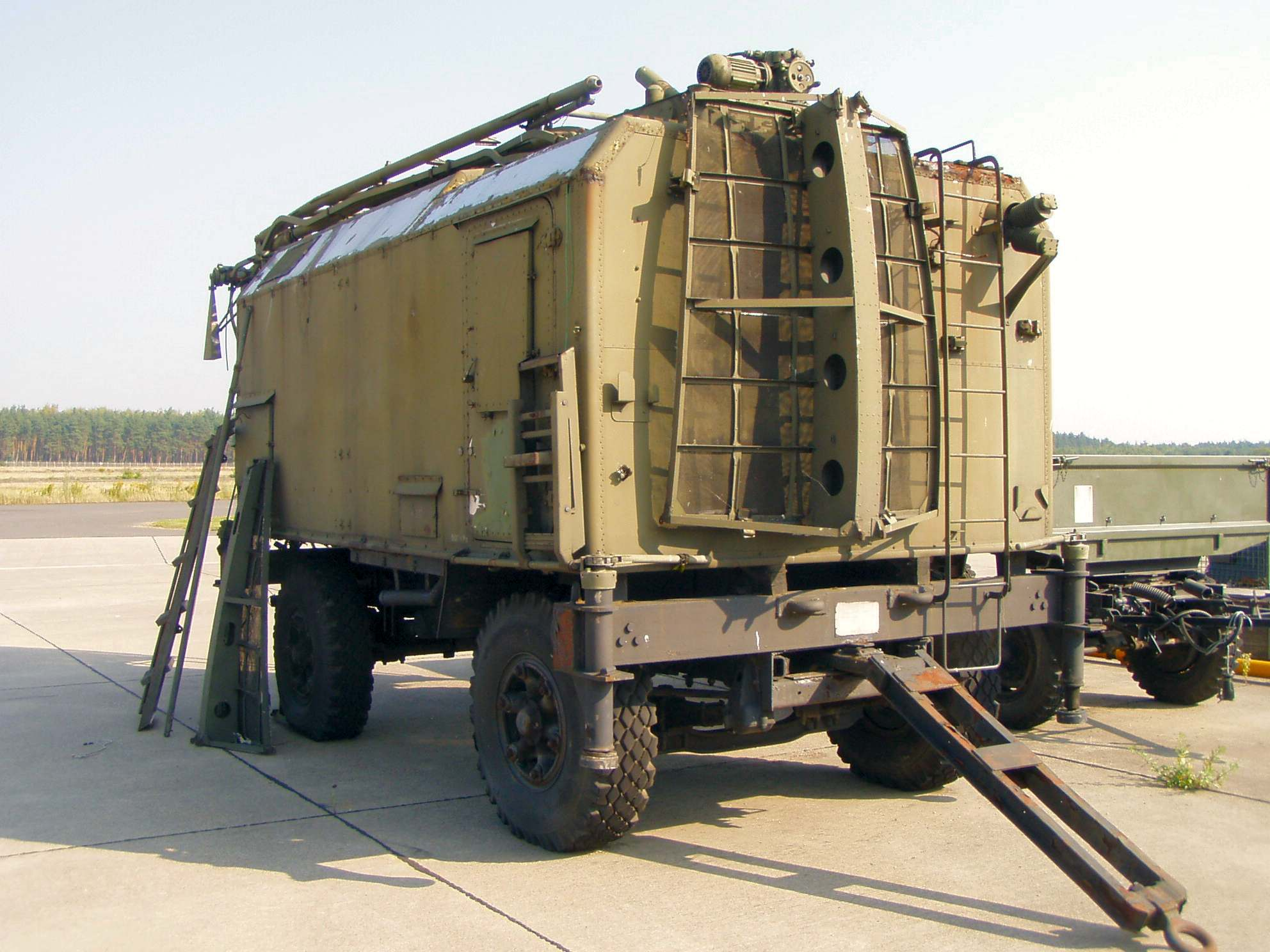
PRW-9 in Marschlage, Luftwaffenmuseum Berlin-Gatow

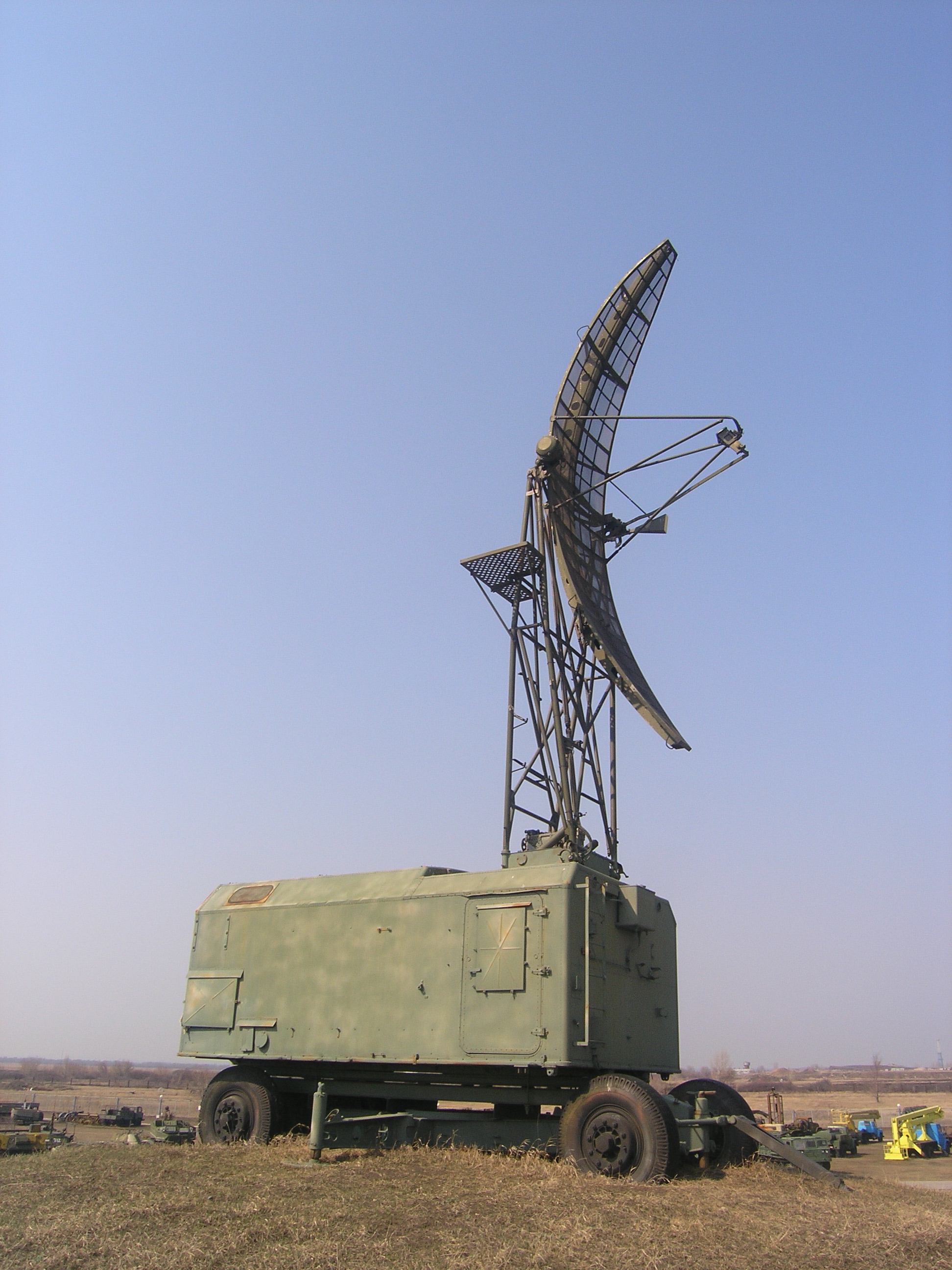
PRW-9 mit ausgeklappter Antenne

PRW-9, NATO-Code „Thin Skin A“, war ein Radar-Höhenfinder der Staaten des ehemaligen Warschauer Paktes.
Er wurde eingesetzt zur Höhenwinkelmessung und Höhenberechnung in geringen, mittleren und großen Höhen über kleine bis mittlere Entfernungen. Die Höhenbestimmung erfolgte nach einer Zielzuweisung durch eine Rundblickstation, einer Automatisierten Führungs- und Leitstation (AFLS) oder „per voice“ (telefonisch) über einen Gefechtsstand.
Der PRW-9 wurde mit seinem Elektroaggregat auf zwei Anhänger aufgebaut, der Sende-/Empfangskabine und einem Stromversorgungshänger. Eine Fremdsynchronisation war möglich. Der PRW-9 war schnell verlegbar, er konnte innerhalb von 45 Minuten auf- oder abgebaut werden. Sein Sichtgerät (RHI-scope) mit seinen Fernbedieneinrichtungen konnte bis zu 300 m abgesetzt betrieben werden, zweckmäßigerweise als Aufsatz auf ein PPI-scope einer Rundblickstation, oft dem abgesetzten Sichtgerät der P-15 (Nato-code „Flat Face A“). Die vertikalen Höhenwinkel wurden durch eine mechanische Schwenkung von 0° bis +20° überstrichen. Eine horizontale Rundumsuche in synchroner Drehung zu einer Rundblickstation von 0° bis 360° war in einem definierten Höhenwinkel möglich und wurde zur Aufklärung extrem tieffliegender Luftziele genutzt.
Der Messfehler in der Höhenbestimmung lag bei maximal ±100 m, im Seitenwinkel bei ±2° und in der Entfernung bei ±1000 m. Eine refraktionsabhängige Korrektur der Höhenberechnung erfolgte durch Einsatz einer Äquivalenttemperatur Täquiv als Korrekturgröße in der Formel zur Höhenbestimmung. Die Größe der Äquivalenttemperatur wurde durch automatische Messung von Temperatur und Luftdruck in Bodennähe am Standort des Radargerätes bestimmt. Aus der Äquivalenttemperatur wird ein Hilfsfaktor A berechnet:
{\displaystyle A=4\cdot 10^{-7}(0{,}8-0{,}67T_{\text{äquiv}}\cdot 10^{-2})}
mit welchem die unkorrigierte (trigonometrische Höhe) Hunkorr zur korrigierten Höhe Hkorr umgewandelt werden konnte:
{\displaystyle H_{\text{korr}}=r\cdot \sin \epsilon +r^{2}\cdot \left({\frac {1}{2R}}-50A\right)+r^{2}\cdot A\cdot H_{\text{unkorr}}}
mit r als durch Laufzeitmessung bestimmte Schrägentfernung, R als dem Erdradius mit 6370 km und ε, dem durch das Radargerät gemessenen Höhenwinkel.
Der PRW-9 besaß ein Störschutzsystem gegen aktive und passive Störungen. Eine Umschaltung zwischen drei Impulsfolgefrequenzen sowie ein weiter Bereich der manuellen oder automatischen Umstimmung (Frequenzagilität) des Senders machte dieses Radargerät relativ unempfindlich gegen aktive Störungen.
| Technische Daten PRW-9 | Technische Daten PRW-9 |
| ---------------------- | ---------------------- |
| Frequenzbereich        | 5 – 9 GHz              |
| Pulswiederholzeit      | 1,6 – 2,5 ms           |
| Pulswiederholfrequenz  | 400 / 800 Hz           |
| Sendezeit (PW)         | 1 und 1,7 µs           |
| Empfangszeit           |                        |
| Totzeit                |                        |
| Pulsleistung           | 700 kW                 |
| Durchschnittsleistung  | 470 W                  |
| angezeigte Entfernung  | 200 und 300 km         |
| Entfernungsauflösung   | 1,5 km                 |
| Öffnungswinkel         | β:2° ε:0,4°            |
| Trefferzahl            |                        |
| Antennenumlaufzeit     |                        |

Dieser Höhenfinder wurde auch statt auf Hängern auf einem LKW vom Typ KrAZ-214 aufgebaut und dann als PRW- 9A bezeichnet.